# Luke Goss
Luke Damon Goss (Londres, 29 de septiembre de 1968) es un actor, cantante y músico inglés, famoso por integrar el grupo pop inglés Bros a finales de los 80, junto a su hermano gemelo Matt Goss y Craig Logan. También han tenido mucha repercusión sus dos participaciones en filmes del director Guillermo del Toro: como el del vampiro Jared Nomak en Blade II y el de Príncipe Nuada en Hellboy 2: El ejército dorado.

## Su carrera musical
En 1984, mientras que asistían a la escuela secundaria (en Camberley, Londres) Luke comenzó su propia banda e introdujo a su hermano Matt en el mundo de la música. Luego, en 1986, Luke, Matt, y un amigo de la escuela llamado Craig formaron una banda de pop llamada Bros. Estaban destinados a llevarse al mundo por delante.
En 1987 Bros firmó un contrato discográfico con la CBS y lanzó su primer sencillo «I Owe You Nothing». Aunque este primer disco no lo hizo tan bien como se esperaba, se continuó trabajando duro y al año siguiente lanzaron un nuevo sencillo, «When Will I Be Famous?‘, que pasó 16 semanas en las listas británicas, saltando al N.º 2 del ranking. Una cadena de éxitos siguió, junto con 3 álbumes exitosos, y el video de su gira ‘The Big Push’ que vendió más de 250.000 ejemplares, lo que fue un récord en ese momento.
En 1989 recibieron el premio Brit para British Breakthrough Act, y ganaron la encuesta Smash Hits Premio al Mejor Video. Ese mismo año, Luke tocó la batería en la versión actualizada de la Band Aid «Do they know it´s Christmas Time».
Bros dio conciertos en todo el mundo, llenando lugares de fama mundial como el Sydney Entertainment Centre, Budokan de Tokio, el Royal Albert Hall de Londres y Nueva York Madison Square Gardens. También llenó el Wembley Arena durante 10 noches consecutivas y tocaron en el estadio de Wembley ante un público de 68.000 personas.
Después de cinco años de éxito con dos giras mundiales a sus espaldas, la dirección informó a los muchachos que el dinero se había acabado. El contrato que sus padres habían firmado en nombre de los chicos permitía a la compañía discográfica quedarse con casi todo el dinero ganado, dejando a Matt y Luke y sin nada. Era un contrato injusto. Luke posteriormente tomó la decisión de dejar Bros, disolviendo la banda. Matt se fue a Los Ángeles, y Luke comenzó de nuevo, pero endeudado. Vendió todas sus pertenencias y comenzó la banda `Luke Goss and the Band of Thieves´, pero después de publicar cuatro sencillos, se decidió, finalmente, a perseguir sus ambiciones de actuación.

## Filmografía
| Año  | Película                      | Director                           | Papel               |
| ---- | ----------------------------- | ---------------------------------- | ------------------- |
| 2000 | Two Days, Nine Lives          | Simon Monjack                      | Saúl                |
| 2000 | Doble traición                | Frank W. Smith                     | Warwick Locke       |
| 2001 | Love Life                     | Ray Brady                          | Christian           |
| 2002 | Nine Tenths                   | Jon Gritton                        | Jon Laker           |
| 2002 | ZigZag                        | David S. Goyer                     | Cadillac Tom        |
| 2002 | Blade II                      | Guillermo del Toro                 | Nomak               |
| 2004 | Silver Hawk                   | Jingle Ma                          | Alexander Wolfe     |
| 2004 | Charlie                       | Malcolm Needs                      | Charlie Richardson  |
| 2004 | "Frankenstein"                | Kevin Connor                       | The Creature        |
| 2005 | Cold and Dark                 | Andrew Goth                        | John Dark           |
| 2005 | Private Moments               | Jag Mundhra                        | Lucien              |
| 2005 | El jefe (The Man)             | Les Mayfield                       | Joey / Kane         |
| 2006 | 13 Graves                     | Dominic Sena                       | Anton               |
| 2006 | Mercenario de la justicia     | Don E. FauntLeRoy                  | John Dresham        |
| 2006 | Something in the Clearing     | Sonnie Hamner                      | Randy               |
| 2006 | Una noche con el rey          | Michael O. Sajbel                  | King Xerxes         |
| 2007 | Desenterrados                 | Matthew Leutwyler                  | Kale                |
| 2007 | Huesos secos                  | Brett A. Hart                      | Eddie               |
| 2007 | Shanghai Baby                 | Berengar Pfahl                     | Mark                |
| 2008 | Deep Winter                   | Mikey Hilb                         | Stephen Weaks       |
| 2008 | Hellboy 2: el ejército dorado | Guillermo del Toro                 | Príncipe Nuada      |
| 2009 | Annihilation Earth            | Nick Lyon                          | David               |
| 2010 | The Dead Undead               | Matthew R. Anderson y Edward Conna | Jack                |
| 2010 | Tekken                        | Dwight H. Little                   | Steve Fox           |
| 2010 | Death Race 2                  | Roel Reiné                         | Carl "luke" lucas   |
| 2010 | Witchville                    | Pearry Reginald Teo                | Malachy             |
| 2011 | Pressed                       | Justin Donnelly                    | Brian               |
| 2012 | Interview with a Hitman       | Perry Bhandal                      | Viktor              |
| 2013 | Death Race 3: Inferno         | Roel Reiné                         | Carl "luke" lucas   |
| 2013 | Caza al traidor               | R. Ellis Frazier                   | Michael Shaughnessy |
| 2014 | Tiempo perdido                | Christian Sesma                    | Carter              |
| 2014 | Operator                      | Amariah Olson, Obin Olson          | Jeremy Miller       |
| 2015 | War Pigs                      | Ryan Little                        | Capitán Jack Wosick |
| 2015 | Operación AWOL-72             | Christian Sesma                    | Conrad Miller       |
| 2016 | Crossing Point                | Daniel Zirilli                     | Decker              |
| 2017 | Mississippi Murder            | Price Hall                         | Mavredes            |
| 2017 | Superando el límite           | Luke Goss                          | David               |
| 2018 | Planes diabólicos             | Ray Xue                            | Alan Gordon         |
| 2019 | The Last Boy                  | Perry Bhandal                      | Jay                 |
| 2019 | The Hard Way                  | Keoni Waxman                       | Mason               |
| 2019 | Hollow Point                  | Daniel Zirilli                     | Hank Carmac         |
| 2020 | Supervivencia                 | R. Ellis Frazier                   | Agente Gray         |